# Аль-Мунтасир Биллах
Абу Джа́фар Муха́ммад ибн аль-Мутавакки́ль аль-Мунтаси́р Билла́х араб. المنتصر بالله‎;
836, Самарра — 862, Самарра) — правитель из династии Аббасидов с 861 по 862 годы, сын халифа Джафара аль-Мутаваккиля.
Мухаммад аль-Мунтасир вступил на престол в 861 году и правил всего полгода. Его отец Джафар аль-Мутаваккиль пал жертвой заговора тюркских наемников. Придя к власти, халиф Аль-Мунтасир обвинил в убийстве и казнил визиря своего отца Аль-Фатха ибн Хакана. Аль-Мунтасир хорошо относился к Алидам и при нём был отменён запрет на посещение могилы Хусейна ибн Али в Кербеле.
Он умер от боли в горле и возможно был отравлен. Преемником халифа Аль-Мунтасира стал его двоюродный брат Ахмад аль-Мустаин. После смерти Аль-Мунтасира его мать получила разрешение на возведение мавзолея над могилой сына. Так возник один из первых мусульманских мавзолеев Кубба ас-Сулабия, в котором позднее похоронили двух других халифов Аль-Мутазза (ум. 870) и Аль-Мухтади (ум. 876).